# 佐贺希蛛
佐贺希蛛（学名：Achaearanea kompirensis）为球蛛科希蛛属的动物，俗名三点希蛛。分布于韩国、日本、台湾岛以及中国大陆的山东、浙江、湖南、湖北等地，常见于在稻丛叶下结网以及亦间于棉田和玉米田。该物种的模式产地在日本。